# Mallinella longipoda
Mallinella longipoda (лат.) — вид пауков-муравьедов рода Mallinella (Zodariidae). Встречаются в Юго-Восточной Азии: остров Калимантан (Сабах, Малайзия).

## Описание
Пауки мелких размеров (около 5 мм) желтовато-коричневого цвета. Самцов M. longipoda можно узнать по тонкому эмболическому кончику; они несколько похожи на самцов M. calilungae по наличию крупного базального зубца, но отличаются апикальным отростком, который резко заострён и направлен заднемедиально. Самки отличаются двулопастной эпигинальной пластинкой, передний край которой медиально разделён. Самец: карапакс оранжево-коричневый; стернум оранжевый; хелицеры коричневые; ноги желтовато-коричневые, кроме бледно-желтоватых тазиков; верх опистосомы пятнистый (дорсальный рисунок: первая и вторая пары представлены бледными овальными пятнами, расположенными косо; третья пара — поперечными овальными пятнами; четвёртая пара — парными овальными пятнами, соединёнными медиально). Самка: карапакс оранжево-коричневый; стернум оранжевый; хелицеры коричневые; ноги желтовато-коричневые, кроме бледно-желтоватых тазиков и коленей; верх опистосомы пятнистый (дорсальный рисунок: первая и вторая пары представлены небольшими бледно-овальными пятнами, расположенными косо; третья и четвёртая пары — овальными пятнами; четвёртая пара почти соединена медиально). Mallinella longipoda имеет общие черты с другими представителями группы M. annulipes: дигитиформные латеральные края эпигины, выступающие внутрь; а также фланцевидный RTA, который встречается только у самцов групп M. redimita- и annulipes.

## Классификация
Вид был впервые описан в 2012 году. Сходен с видами M. annulipes, M. angustata, M. dolichorhyncha, M. calilungae, M. shimojanai, M. panchoi и Mallinella moncheri Dayananda & Benjamin, 2025.